# 日産愛知自動車大学校
日産愛知自動車大学校（にっさんあいちじどうしゃだいがっこう）は、愛知県名古屋市港区にある私立専門学校。学校法人日産学園が設置・運営する。

## 概要
日産自動車グループの学校法人日産学園によって設置・運営される専門学校であり、自動車整備士の育成を主な教育目的としている。2007年（平成19年）より4年制コースが新設され、このコースを卒業すると高度専門士の称号と大学院入学資格が与えられる。
主な実習車両として、フェアレディZ・スカイライン・リーフ・ティアナ・ティーダ・シルフィ・デュアリス・キューブ・ノート・デイズ・デイズルークスなどがある。なお、2007年（平成19年）よりGT-Rが実習車両として投入されているが、4年制コースの専用となっている。
2015年（平成27年）度中には学校の近くに新寮が完成。寮監が常駐し、食堂でバランスの良い朝夕食が提供される。全室ワンルームとなっており、風呂・トイレを完備。生活に必要な家具・備品は予め居室内に備え付けられており、各部屋に光回線（無線LAN）も備え付けられている。
数ある自動車大学校の中でも港区役所駅から徒歩で約1分とアクセスが便利である。

## 設置学科
- 一級自動車工学科（4年制）
- 自動車整備科（2年制）
- 自動車整備・カーボディマスター科（3年制）
- 自動車整備・マスターメカニック科（3年制）
- 自動車整備・トータルマスター科（4年制）

## 交通アクセス
- 名古屋市営地下鉄名港線「港区役所駅」下車、2番出口より徒歩で約1分。